# Gromki (powiat bartoszycki)
Gromki (niem. Grommels) – wieś w Polsce położona w województwie warmińsko-mazurskim, w powiecie bartoszyckim, w gminie Bartoszyce. W latach 1975–1998 miejscowość administracyjnie należała do województwa olsztyńskiego.

## Historia
W 1935 r. w szkole pracował jeden nauczyciel i uczyło się 10 uczniów. W 1939 r. we wsi było 234 mieszkańców.
W 1983 r. we wsi było 26 domów i 131 mieszkańców. Łącznie ze wsią Króle (w spisach rolnych traktowanych łącznie z Gromkami) było 29 indywidualnych gospodarstw rolnych, obejmujących 241 ha. Hodowano w nich 166 sztuk bydła (w tym 84 krowy), 122 sztuk trzody chlewnej, 24 konie i 89 owiec. We wsi był w tym czasie punkt biblioteczny, siedziba leśnictwa, sklep wielobranżowy.